# Odile de Roubin
Odile de Roubin (28 settembre 1948) è un'ex tennista francese.

## Carriera
Nei tornei del Grande Slam ha ottenuto il suo miglior risultato raggiungendo i quarti di finale nel singolare all'Open di Francia nel 1973.
In Fed Cup ha disputato un totale di 15 partite, ottenendo 8 vittorie e 7 sconfitte.